# Kasteel van Biron
Het Kasteel van Biron (Frans: Château de Biron) is een kasteel in de gemeente Biron, in de vallei van de Lède, een zijrivier van de Lot, departement van de Dordogne, regio Aquitanië.

## Geschiedenis
Het kasteel was gelegen op de grens van de Périgord en de Agenais en de zetel van een van de vier baronieën van de Périgord: de Périgord Pourpre.
Het kasteel werd gebouwd tussen de 11e tot de 18e eeuw. Het was eigendom van de familie de Gontaut-Biron van de 12e eeuw tot begin 20e eeuw. Pons de Gontaut-Biron liet tussen 1498 en 1504 de kasteelkapel bouwen. Het kasteel werd verschillende keren veroverd: door de Albigenzen (1211), Simon IV van Montfort (1212) en twee maal de Plantagenets in de 14e eeuw en 15e eeuw.

## Beschrijving
Wat de bouwstijl betreft heeft elke eeuw zijn stempel achtergelaten: middeleeuws, gotiek, renaissance tot Versailles-stijl.
Het voorkomen van al deze verschillende bouwstijlen naast elkaar zorgt voor een uitzonderlijke architectuur. De kasteelkapel is een voorbeeld van de vroege Franse gotiek. In de kapel staan kopieën van twee beeldhouwwerken, een piëta en een graflegging, waarvan de originelen zich bevinden in de verzameling van het Metropolitan Museum of Art.
Het kasteel diende als decor voor verschillende films en kan bezocht worden.